# Philippe Yacé
Pour les articles homonymes, voir Yacé.
 (octobre 2024).
Si vous disposez d'ouvrages ou d'articles de référence ou si vous connaissez des sites web de qualité traitant du thème abordé ici, merci de compléter l'article en donnant les références utiles à sa vérifiabilité et en les liant à la section « Notes et références ».
 (mars 2024).
 (mars 2015).
Compléments
marié deux fois ; en premières noces avec Josephine Grahon Bonny civilement et religieusement à Daloa en 1946 ; en secondes noces avec Renée Monnette Maimay civilement en 1961.
Philippe Grégoire Yacé est un intellectuel, homme politique et instituteur ivoirien, né le 23 janvier 1920 à Jacqueville et mort le 29 novembre 1998 à Abidjan. Il est une des figures historiques de la classe politique ivoirienne post-indépendance : fondateur de la république de Côte d'Ivoire, instigateur de l'indépendance et collaborateur du président Félix Houphouët-Boigny.
Il était considéré comme le chef spirituel des « 3 A » (Alladian, Ahizis et Akouri).

## Biographie
Philippe Yacé naît le 23 janvier 1920 à Jacqueville durant la période coloniale française,. Il part faire ses études à l'École normale William-Ponty, basée au Sénégal. Sorti major, il retourne en Côte d'Ivoire mais est appelé sous les drapeaux pour la Seconde Guerre mondiale, enrôlé dans le bataillon des soldats de l'Afrique-Occidentale française (AOF) de la France libre.
Il rentre en Côte d'Ivoire avec les médailles de bravoure et de mérite : officier du Mérite combattant (Rhin et Danube) et médaille de la France libre.
Partisan de la décolonisation, il fonde le Syndicat national des enseignants dans la lignée du Syndicat agricole africain. Ami et collaborateur de la première heure de Félix Houphouët-Boigny, ils se battent avec Auguste Denise, Jean Delafosse, Arsène Usher Assouan, Germain Coffi Gadeau entre autres pour l'indépendance de la Côte d'Ivoire. Les relations tissées lors de son passage en France, celles du président Auguste Denise et du ministre et député Félix Houphouët-Boigny en font des combattants de première ligne.
Après l'autonomie accordée aux colonies par la loi-cadre Defferre de 1956, la Côte d'Ivoire devient une République le 28 septembre 1958. Philippe Yacé devient en 1959 le premier président de l'Assemblée législative de Côte d'Ivoire, Assemblée de transition, en attendant l'indépendance. Il fait le second discours du 7 août 1960, après celui de l'ancien gouverneur et administrateur des colonies d'Afrique de l'Ouest.
Félix Houphouët-Boigny devient le premier président de la république de Côte d'Ivoire le 27 novembre 1960, l'Assemblée législative devient nationale, et Philippe Yacé est élu à sa tête le 3 novembre 1960.
Phililppe Yacé est impliqué, à son corps défendant assurera-t-il plus tard, à l'épisode des faux complots contre le président Houphouët-Boigny au sein du Parti démocratique de Côte d'Ivoire – Rassemblement démocratique africain (PDCI-RDA ou PDCI). Philippe Yace est le procureur de la république chargé de ces procès qui évincèrent le secrétaire général du PDCI-RDA alors Jean-Baptiste Mockey, le ministre Ernest Boka (qui mourut probablement assassiné), les ministres Charles Bauza Donwahi, Germain Coffi Gadeau, Amadou Thiam, Joachim Bony, Jean Konan Banny et 91 autres personnalités de la scène politique ivoirienne. Il avouera plus tard qu'« il n'y avait aucun complot » et se justifiera quant à son implication en indiquant « que c'était soit juger ou être jugé ». Par ailleurs, les juges d'instruction chargés des procès étaient emprisonnés, tout comme les inculpés, dans la prison d'Assabou à Yamoussoukro[à vérifier].
À l'issue de cette purge, Philippe Yacé devient le secrétaire général du PDCI-RDA tout en restant président de l'Assemblée nationale. Il détient le record de longévité à ces deux postes (respectivement 15 et 20 ans).
En 1968, il devient président de l'association entre la Communauté économique européenne et les États africains et malgache associés (créée par le traité de Yaoundé) et devient en 1978 le président de l'association internationale des parlementaires français.
Cependant, en 1980, la modification de l'âge maximum du président de l'Assemblée nationale, le rend inéligible et le poste de secrétaire général du PDCI-RDA, occupé par Yacé, est supprimé par le président Houphouët-Boigny. Yacé, perçu jusque-là comme le dauphin d'Houphouët-Boigny, est critiqué par ce dernier (sans toutefois être nommé).
Toujours député et maire de Jacqueville, ce temps est utilisé pour s'occuper de sa famille, sa commune et sa région. Cependant il doit se retirer en France pour des raisons de santé. Durant sa retraite européenne, il occupe un poste honorifique au Conseil économique et social de la Communauté économique européenne, se voit nommé grand officier de la Légion d'honneur et il exerce ses fonctions de député-maire, avant de laisser la place à Édouard Etté en 1990.
En 1990, la Côte d'Ivoire rencontre des problèmes économiques et le président Félix Houphouët-Boigny fait appel à un technocrate, Alassane Ouattara, comme Premier ministre et rappelle son vieil ami Philippe Yacé. Le multipartisme est instauré. Cette nomination ouvre une période d'amitié et de collaboration entre Alassane Ouattara, chef du conseil des ministres puis Premier ministre, et le nouveau président du Conseil économique et social, Philippe Yacé.
Celui que l'on appelle désormais le sage de la nation accumule les titres de Haut Sénateur de la communauté, président de la Haute cour de Justice, membre du Conseil des Sages du PDCI-RDA, président de l'Union des Conseils économiques et sociaux d'Afrique (UCESA), président fondateur du Bureau ivoirien du droit d'auteur, chef spirituel des « 3 A » (du nom des trois peuples lagunaires, Alladian, Ahizi et Akouri), ; et les titres de grand-croix de l'ordre national de Côte d'Ivoire  et grand officier de l'ordre du Bélier.
Philippe Yacé est marié deux fois, à Daloa en 1946, avec Joséphine Bony, puis après son divorce en 1961, civilement avec Renée Monette Maimay. Il rencontre une femme durant ses voyages militaires du milieu du XXe siècle, avec qui il a une fille, l'aînée de cette famille de neuf 9 enfants.
Après le décès de sa femme en 1991, la mort de Félix Houphouët-Boigny en 1993 et la prise de pouvoir d'Henri Konan Bédié, Philippe Yacé se retire de la vie publique.
Sa passivité lui est reprochée[Quand ?]. Il dira en parlant de la guerre de pouvoir entre Henri Konan Bédié, alors président de l'Assemblée nationale et Alassane Ouattara, Premier ministre : « la maison brûle et vous vous disputez le fauteuil du salon ».

## Hommages
En 2015, le président Ouattara inaugure un pont à Jacqueville qui porte le nom de Philippe Yacé.

## Distinctions et décorations
- Officier du Mérite combattant[9]
- Médaille commémorative des services volontaires dans la France libre[2]
- Grand officier de l'ordre du bélier[2]
- Grand officier de la Légion d'honneur[9]
- Grand-croix de l'ordre national de Côte d'Ivoire[9]